# Na soluzion
Na soluzion è il secondo album dei Krikka Reggae uscito nel 2007. I brani più noti sono Na soluzion e Abus. Nelle canzoni dell'album così come del resto lo sono tutte le loro canzoni, vengono trattati argomenti come: lavoro precario (Na soluzion), abuso sui minori (Abus), legalizzazione della marijuana, emigrazione. Le espressioni ed il linguaggio dialettale utilizzato nei brani che fanno parte dell'album, come da consuetudine per il gruppo, rendono le canzoni molto più ascoltabili e in un certo senso stimolanti, nonché in linea con l'uso di slang linguistici come spesso accade nel reggae

## Tracce
1. NA' SOLUZION
2. ABUS
3. NA STORIA
4. COM NU TRUON
5. U STESS SANG
6. CIVILIZZAZION
7. STRATEGIA DELLA PAURA feat SUD SOUND SYSTEM
8. CULTUR DA' UERR
9. NON T'N' SCENN MA' intro
10. NON T'N' JENN MA' feat MURJAH YOUTH PROMOTION
11. SKURDAT DU MUNN
12. JARD SEMB D'CCHIU'
13. TUTT PASS